# Луцьк (хокейний клуб)
Хокейний клуб «Луцьк» — аматорський хокейний колектив з міста Луцька. Виступав у Дивізіоні С (Західна група) Української хокейної ліги, Західноукраїнській аматорській хокейній лізі.

## Історія
Заснований 2005 року. У перші роки свого існування виступав у регіональних змаганнях. Першим вагомим успіхом для лучан стали срібні нагороди в Західноукраїнській аматорській хокейній лізі 2008/09 років. Наступного сезону у цьому турнірі ХК «Луцьк» завоював бронзові нагороди. У сезоні 2009/10 років виступав у Дивізіоні С (Західна група) Української хокейної ліги. Лучани посіли у своїй групі 4-е місце, виграли 5 матчів та зазнали 5-х поразок, різниця закинутих та пропущених шайб — 42:17.
У сезоні 2010/11 років виступав у Західноукраїнській аматорській хокейній лізі, в якій здобув золоті медалі. У сезоні 2012/13 років у цьому турнірі стали срібними призерами. Після цього ХК «Луцьк» виступав в обласних змаганнях.
Переможець чемпіонату (2009/10, 2012/13) та відкритого чемпіонату (2013/14, 2015, 2016, 2018) Волинської області.

## Досягнення
- Західноукраїнська аматорська хокейна ліга
  -  Чемпіон (1): 2010/11
  -  Срібний призер (2): 2008/09, 2012/13
  -  Бронзовий призер (1): 2009/10

- Відкритий чемпіонат Волинської області
  -  Чемпіон (4): 2013/14, 2015, 2016, 2018

- Чемпіонат Волинської області
  -  Чемпіон (2): 2009/10, 2012/13

- Відкритий кубок Волинської області
  -  Володар (1): 2017